# Regeringen Cajander I
Regeringen Cajander I var det självständiga Finlands åttonde regering. Ministären regerade i egenskap av expeditionsregering från 2 juni 1922 till 14 november 1922. Statsminister A.K. Cajander var också biträdande jordbruksminister. Han var senare mellan 1933 och 1943 Framstegspartiets partiledare men regerade både 1922 och 1924 i egenskap av formellt opolitisk fackminister i spetsen av en tjänstemannaregering. Cajander, som var generaldirektör vid Finlands Forststyrelse, hade sin bakgrund som medlem i Samlingspartiet men hade inte innehaft några politiska uppdrag innan han tillträdde som statsminister. Det var först år 1927 som Cajander formellt bytte parti till Framstegspartiet.
| Minister                                                                  | Ämbetsperiod                 | Parti                       |
| ------------------------------------------------------------------------- | ---------------------------- | --------------------------- |
| Statsminister A.K. Cajander                                               | 2 juni 1922–14 november 1922 | opolitisk (Samlingspartiet) |
| Utrikesminister Carl Enckell                                              | 2 juni 1922–14 november 1922 | opolitisk                   |
| Justitieminister Frans Oskar Lilius                                       | 2 juni 1922–14 november 1922 | opolitisk                   |
| Inrikesminister Yrjö Johannes Eskelä                                      | 2 juni 1922–14 november 1922 | opolitisk                   |
| Försvarsminister Bruno Jalander                                           | 2 juni 1922–14 november 1922 | opolitisk                   |
| Finansminister Ernst Gråsten                                              | 2 juni 1922–14 november 1922 | opolitisk                   |
| Undervisningsminister Yrjö Loimaranta                                     | 2 juni 1922–14 november 1922 | opolitisk                   |
| Jordbruksminister Östen Elfving                                           | 2 juni 1922–14 november 1922 | opolitisk                   |
| Biträdande jordbruksminister A.K. Cajander                                | 2 juni 1922–14 november 1922 | opolitisk (Samlingspartiet) |
| Minister för kommunikationsväsendet och allmänna arbetena Evert Skogström | 2 juni 1922–14 november 1922 | opolitisk                   |
| Handels- och industriminister Aukusti Aho                                 | 2 juni 1922–14 november 1922 | opolitisk                   |
| Socialminister Eino Akseli Kuusi                                          | 2 juni 1922–14 november 1922 | opolitisk                   |

## Fotnoter
1. ↑  Aimo Kaarlo Cajander Arkiverad 16 januari 2004 hämtat från the Wayback Machine.. YLE. (finska)
2. ↑  8. Cajander Arkiverad 14 november 2012 hämtat från the Wayback Machine. Statsrådet (finska)